# (6533) Giuseppina
(6533) Giuseppina (1995 DM1) – planetoida z pasa głównego asteroid okrążająca Słońce w ciągu 4,29 lat w średniej odległości 2,64 j.a. Odkryta 24 lutego 1995 roku.